# Piruna
Piruna is een geslacht van vlinders van de familie dikkopjes (Hesperiidae), uit de onderfamilie Heteropterinae.

## Soorten
- P. aea (Dyar, 1912)
- P. ajijiciensis Freeman, 1970
- P. brunnea (Scudder, 1872)
- P. ceracates (Hewitson, 1874)
- P. cingo Evans, 1955
- P. cyclosticta (Dyar, 1920)
- P. dampfi (Bell, 1942)
- P. gyrans (Plötz, 1884)
- P. haferniki Freeman, 1970
- P. maculata Freeman, 1970
- P. mexicana Freeman, 1979
- P. microsticta (Godman, 1900)
- P. milpa Freeman, 1970
- P. pirus (Edwards, 1878)
- P. polingii (Barnes, 1900)
- P. roeveri (Miller & Miller, 1972)
- P. sina Freeman, 1970
- P. sticta Evans, 1955